# 台湾荨麻
台湾荨麻（学名：Urtica taiwaniana）为荨麻科荨麻属的植物，是台灣的特有植物。分布在台灣，生长于海拔3,400米至3,650米的地区，一般生于山坡，目前尚未由人工引种栽培。